# Isabela de Burgundia
Isabela de Burgundia (cunoscută și ca Isabela de Austria sau de Habsburg, a Danemarcei sau a Castiliei) (18 iulie 1501–19 ianuarie 1526), arhiducesă de Austria, infantă a Castiliei și Prințesă de Burgundia prin naștere și regină a Danemarcei, Suediei și Norvegiei prin căsătoria cu Christian al II-lea al Danemarcei, a fost fiica lui Filip I de Castilia și a Ioanei de Castilia și sora împăratului Carol Quintul.

## Primii ani
Isabela și-a petrecut copilăria în Olanda unde era regentă  Margareta de Habsburg. Averea ei, drepturile de succesiune au făcut-o una dintre cele mai atrăgătoare partide. Inițial, regele Danemarcei ar fi dorit să se căsătorească cu Eleanor de Austria însă habsburgii au considerat-o pe Eleanor prea valoroasă pentru tronul Danemarcei și atunci Isabela a fost aleasă pentru regele danez.
La 11 iulie 1514 Isabela s-a căsătorit prin procură cu regele Christian al II-lea al Danemarcei. În locul regelui, a stat bunicul ei, împăratul Maximilian. Isabela a rămas în Olanda dar s-a îndrăgostit de soțul ei după portretele pictate și cerea să plece în Danemarca. La un an după nuntă, arhiepiscopul Norvegiei a fost trimis s-o escorteze spre Copenhaga. Căsătoria a fost ratificată la 12 august 1515 (Isabela avea 14 ani).

## Regină
Isabela a fost încoronată regină a Danemarcei și Norvegiei și a primit numele de Elisabeta. Relațiile dintre noua ei familie și regele Christian au fost reci în primii ani de căsătorie. Metresa daneză a regelui, Dyveke Sigbritsdatter, era lângă rege din 1507 iar regele nu voia să renunțe la ea pentru o adolescentă. Acest lucru l-a înfuriat pe împăratul Maximilian și a provocat unele dispute diplomatice între el și regele Christian, însă situația s-a rezolvat odată cu moartea lui Dyveke în 1517. Relația Isabelei cu Christian s-a îmbunătățit.
În 1520, Christian a preluat și tronul Suediei iar Isabela a devenit și regină a Suediei. A fost ultima regină a Suediei care a fost de asemenea regină a Danemarcei în timpul Uniunii de la Kalmar însă  Isabela n-a vizitat niciodată Suedia. era însărcinată când soțul ei a devenit rege al Suediei și nu l-a urmat acolo. Christian a fost deposedat de coroana suedeză un an mai târziu.
Când în 1523 Christian a fost detronat de către nobilii danezi care îl susțineau pe unchiul său Ducele Frederick, noul rege a vrut să fie în termeni buni cu familia Isabelei. I-a scris personal o scrisoare în limba ei nativă, germana, prin acre i-a oferit o pensie și i-a permis să stea în Danemarca sub protecția sa în timp ce regele Christian a fugit în Olanda. Răspunsul Isabelei în latină începea așa: "ubi rex meus, ibi regna mea", ceea ce însemnă "unde este regele meu acolo este regatul meu".

## Exilul
Isabela a părăsit Danemarca împreună cu copii ei spre Olanda. Isabela și Christian au călătorit în toată Germania în eforturile lor de a găsi susținere în reinstalarea pe tron a lui Christian.  Au vizitat Saxonia în 1523 și Berlinul în 1523-24. La Berlin, Isabela a devenit interesată de luteranism și a simpatizat cu protestantismul.
În primăvara anului 1525, Isabela s-a îmbolnăvit; a murit la vârsta de 24 de ani la Gent.  

## Arbore genealogic
| Isabela de Burgundia Naștere: 18 iulie 1501 Deces: 19 ianuarie 1526 |                               |                                                           |
| Titluri regale                                                      |                               |                                                           |
| VacantUltimul titlu deținut deChristina de Saxonia                  | Regină a Danemarcei 1515-1523 | Succesor: Sophie de Pomerania                             |
| VacantUltimul titlu deținut deChristina de Saxonia                  | Regină a Norvegiei 1515-1523  | Succesor: Sophie de Pomerania                             |
| VacantUltimul titlu deținut deChristina de Saxonia                  | Regină a Suediei 1520-1521    | VacantUltimul titlu deținut deCatherine de Saxa-Lauenburg |

1. ↑   http://www.nordenskirker.dk/Tidligere/Sanktknud_kirke/Sanktknud_kirke.htm Lipsește sau este vid: |title= (ajutor)